# 124年
| 千纪： | 1千纪                                                                                           |
| 世纪： | 1世纪 \| 2世纪 \| 3世纪                                                                         |
| 年代： | 90年代 \| 100年代 \| 110年代 \| 120年代 \| 130年代 \| 140年代 \| 150年代                        |
| 年份： | 119年 \| 120年 \| 121年 \| 122年 \| 123年 \| 124年 \| 125年 \| 126年 \| 127年 \| 128年 \| 129年 |
| 纪年： | 甲子年（鼠年）；东汉延光三年                                                                    |

## 大事记
- 中国
  - 班勇攻北匈奴。
  - 二月廿八（2月3日）——汉安帝东巡柴祭泰山
  - 三月——汉安帝随后祀孔。
  - 九月初七（10月2日）——閻皇后诬告太子刘保谋反，汉安帝废刘保为济阳王。
  - 麻奴去世，他的弟弟犀苦繼位。

## 各国领袖

### 非洲
- 库施
  - 国王：Tamelerdeamani（114年－134年）

### 亚洲
- 中国
  - 东汉：
    - 皇帝：汉安帝（106年－125年）
- 朝鲜
  - 百济：
    - 国王：己娄王（77年－128年）

  - 高句丽：
    - 国王：太祖王（53年－146年）

  - 新罗：
    - 国王：祗摩尼师今（112年－134年）

### 欧洲
- 高加索伊比里亚
  - 国王：法斯曼二世（116年－142年）
- 罗马帝国
  - 皇帝：哈德良（117年－138年）

### 中东
- 奥斯若恩
  - 国王：Ma'nu VII bar Ezad（123年－139年）
- 安息
  - 国王（政权对立）：
    - 沃洛吉斯三世（105年－147年）
    - 奥斯罗埃斯一世（105年－129年）

## 逝世
- 楊震
- 麻奴，燒當羌部落首領，東號的兒子。